# Andrea Vanni
Pour les articles homonymes, voir Vanni.
Andrea Vanni ou Andrea di Vanni d'Andrea (Sienne, vers 1332 - vers 1414), est un peintre italien et un enlumineur de l'école siennoise de style byzantin.

## Biographie
Andrea Vanni subit l'influence de Simone Martini et de Ambrogio Lorenzetti et dirige, à Sienne, un atelier, avec Bartolo di Fredi.
Il travaille également avec  son frère Lippo Vanni.
Comme Martino di Bartolomeo et  Gregorio di Cecco, il fait survivre, sans la renouveler, la tradition picturale byzantine.
Comme la plupart des peintres de cette époque, il a occupé des charges publiques de la ville.
Il est surtout connu pour avoir fait partie du groupe des Caterinati, des disciples de sainte Catherine, leur contemporaine.
La fresque peinte dans la Basilique San Domenico vers 1390 représentant la sainte et une dévote, acquiert le statut d'un véritable portrait.
Son chef-d'œuvre est un polyptyque de l'église Santo Stefano de Sienne, aujourd'hui transféré au Baptistère.
Il a peint aussi à Naples avec son frère Lippo.

## Œuvres
- Une sainte et une dévote, fresque, Basilique San Domenico de Sienne (~1390)
- Cycle de fresques et retables pour les églises de la région de Sienne dont le Dôme de Sienne.
- Ascension du Christ (1355-1360), musée de l'Ermitage, Saint-Pétersbourg (préalablement attribuée à Bartolo di Fredi)
- Sainte Catherine d'Alexandrie (~1375), prédelle, Lindenau Museum, Altenburg
- Saint François
- Deux panneaux peints (1340 et 1360) par Lippo et Andrea Vanni, musée Capodimonte de Naples
- Vierge à l'Enfant, salle du Trésor, basilique de Mariazell, Salzbourg
- Vierge à l'Enfant, Musée des Offices, Florence
- Sainte Claire, Pomona College Museum of Art, Claremont, Californie,
- Saint Paul, Saint Pierre, Museum of Fine Arts, Boston, États-Unis